# Unbinilium
Unbiniliul este elementul ipotetic din sistemul periodic cu numărul atomic 120 și cu masa atomică relativă 318. Simbolul chimic al elementului este Ubn. I se spune și eka-radiu. El aparține grupei metalelor alcalino-pământoase (grupa a 2-a A) și se află în perioada a 8-a. Bineînțeles, numărul de straturi electronice este 8, același cu perioada în care se află.
- Numărul de protoni: 120
- Numărul de electroni: 120
- Numărul de neutroni: 198